# گردش در خیابان بازار
گردش در خیابان بازار  (انگلیسی: A Trip Down Market Street) فیلمی در ژانر مستند، دوربین متحرک، و صامت است که در سال ۱۹۰۶ منتشر شد. این فیلم ۱۳ دقیقه‌ای با نصب یک دوربین بر روی جلوی یک قطار شهری فیلمبردای شده‌است. ارزش این فیلم در ثبت کردن تصاویر اوایل قرن بیستم در شهر سان فرانسیسکو می‌باشد.